# نادي ميروبا الرياضي
نادي ميروبا الرياضي لكرة السلة. هو نادي لبناني في بلدة ميروبا يهتم بكرة السلة للمحترفين ويلعب في الدوري اللبناني لكرة السلة.